# Kranjska deželna banka
Kranjska deželna banka je bila banka ustanovljena za financiranje potreb gospodarstva v deželi Kranjski.
Banka je bila ustanovljena 15. oktobra 1909 na podlagi sklepa deželnega zbora, delovati pa je začela 4. januarja 1912. Za banko sta se zavzemala tudi Ivan Hribar in Fran Šuklje, zasluge za njeno ustanovitev pa ima Slovenska ljudska stranka in zlasti še duhovnik in gospodarstvenik Evgen Lampe. Sedež banke je bil v Ljubljani, delovla pa je lahko le na ozemlju Kranjske, za njeno poslovanje pa je jamčila dežela. Po koncu vojne se je preoblikovala iz javnega v zasebni denarni zavod in od 1921 poslovala pod imenom Hipotekarna banka jugoslovanskih hranilnic v Ljubljani z delniško glavnico 2 500 000 dinarjev. Zaradi dviga vlog regulativnih hranilnic, ki so izgubile denar pri propadu Slovenske banke, je kljub celo 10% dividendam prešla 1930 v tiho likvidacijo in bila 11. avgusta 1941 izbrisana iz registra.   
Banka se v nasprotju s sorodnimi bančnimi institucijami v drugih avstrijskih deželah ni omejevala le na hipotekarne kredite ampak je prevzemla širše bančne posle. Glavni bančni poudarek je bil na komunalnih, hipotekarnih, melioracijskih in železniških posojilih. Kapital je pridobivla s pomočjo dežele in z izdajanjem obveznic za katere je jamčila ustanoviteljica.